# Fimbristylis dauciformis
Fimbristylis dauciformis är en halvgräsart som beskrevs av Ethirajalu Govindarajalu. Fimbristylis dauciformis ingår i släktet Fimbristylis och familjen halvgräs. IUCN kategoriserar arten globalt som starkt hotad. Inga underarter finns listade i Catalogue of Life.